# Phiên tòa Scopes
Phiên tòa Scopes, tên chính thức tiếng Anh: The State of Tennessee v. John Thomas Scopes, và thường được gọi là Phiên tòa Khỉ Scopes, là một vụ kiện pháp lý ở Hoa Kỳ, diễn ra từ ngày 10/7 đến ngày 21/7/1925, trong đó bị cáo là một giáo viên trung học tên là John T. Scopes, bị buộc tội vi phạm Đạo luật Butler của tiểu bang Tennessee. Đạo luật này quy định rằng, bất kỳ giáo viên nào dạy thuyết tiến hóa của loài người trong các trường học do tiểu bang tài trợ (trường công) sẽ bị xem là bất hợp pháp. Phiên tòa được tạo ra một cách có chủ ý nhằm thu hút dư luận đến thị trấn nhỏ Dayton, Tennessee, nơi phiên tòa được tổ chức. Scopes không chắc liệu bản thân mình có thật sự giảng dạy về thuyết tiến hóa hay không, nhưng ông đã cố tình tự buộc tội mình để vụ án có bị cáo và đưa dư luận hướng đến những quy định phi lý của Đạo luật Butler.
Scopes bị kết tội và phải nộp phạt 100 đô la Mỹ (tương đương 1.500 đô la vào năm 2021), nhưng phán quyết đã bị hủy bỏ vì một lý do kỹ thuật. Phiên tòa phục vụ mục đích thu hút dư luận quốc gia mạnh mẽ, khi các phóng viên trên toàn nước Mỹ đổ xô đến Dayton để đưa tin về sự kiện và các luật sư nổi tiếng đương thời đã đồng ý đại diện cho mỗi bên. William Jennings Bryan, ứng cử viên tổng thống 3 lần và là cựu Ngoại trưởng Mỹ dưới thời Tổng thống Woodrow Wilson, biện hộ cho việc truy tố, trong khi Clarence Darrow là luật sư bào chữa cho Scopes. Phiên tòa đã công khai cuộc tranh luận giữa những người theo chủ nghĩa cơ yếu và chủ nghĩa hiện đại (Fundamentalist–modernist controversy), khiến những người theo chủ nghĩa Hiện đại, những người cho rằng sự tiến hóa có thể phù hợp với tôn giáo, chống lại những người theo trào lưu cơ yếu, những người cho rằng lời Chúa được tiết lộ trong Kinh thánh được ưu tiên hơn tất cả kiến thức của con người. Do đó, vụ án được xem vừa là một cuộc thi thần học vừa là một thử nghiệm về việc liệu thuyết tiến hóa có nên được dạy trong trường học hay không. Đây cũng là phiên tòa đầu tiên của Hoa Kỳ được phát sóng trên đài phát thanh.

## Quá trình dàn dựng vụ án

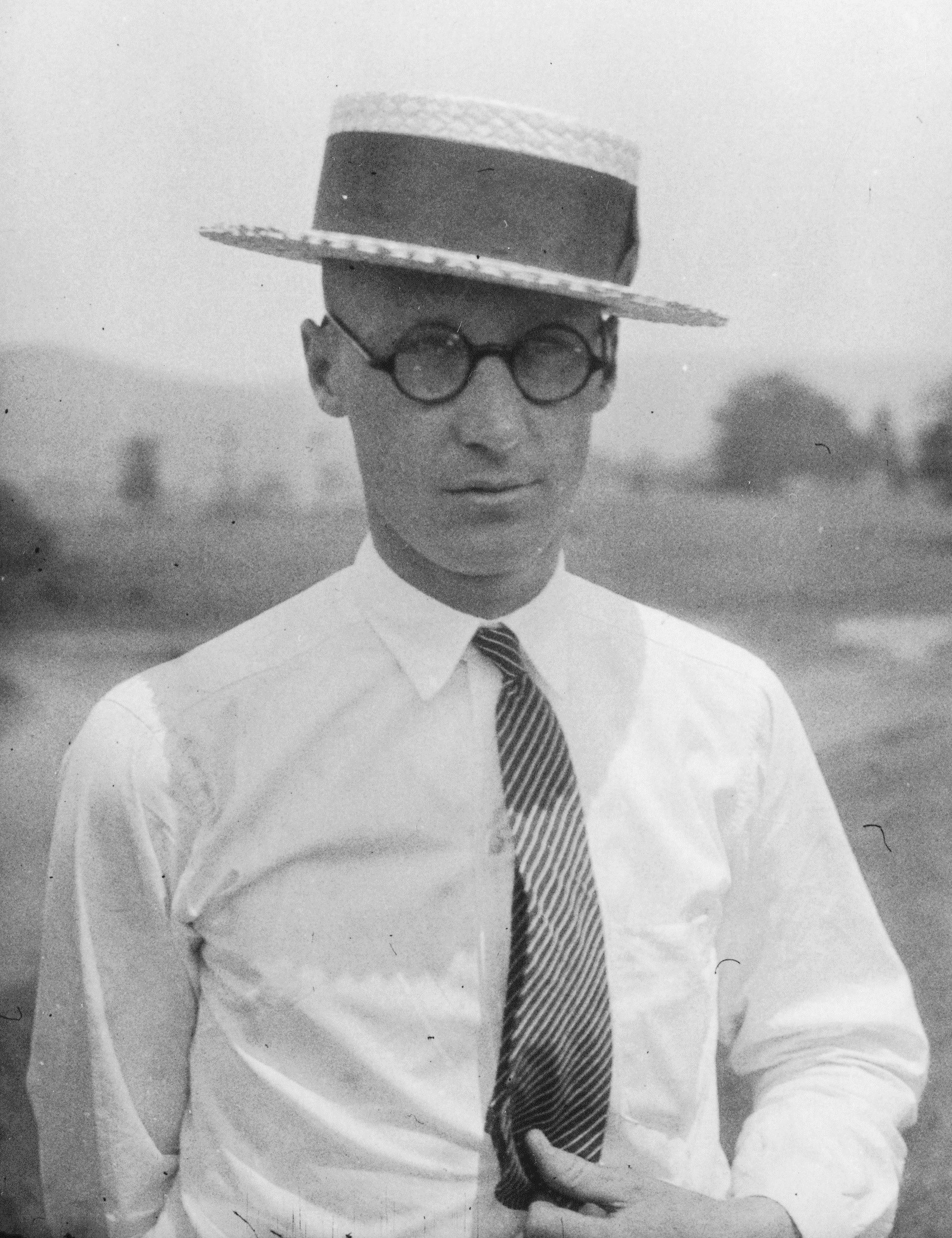
John Scopes

### Sự chuẩn bị của cả hai bên

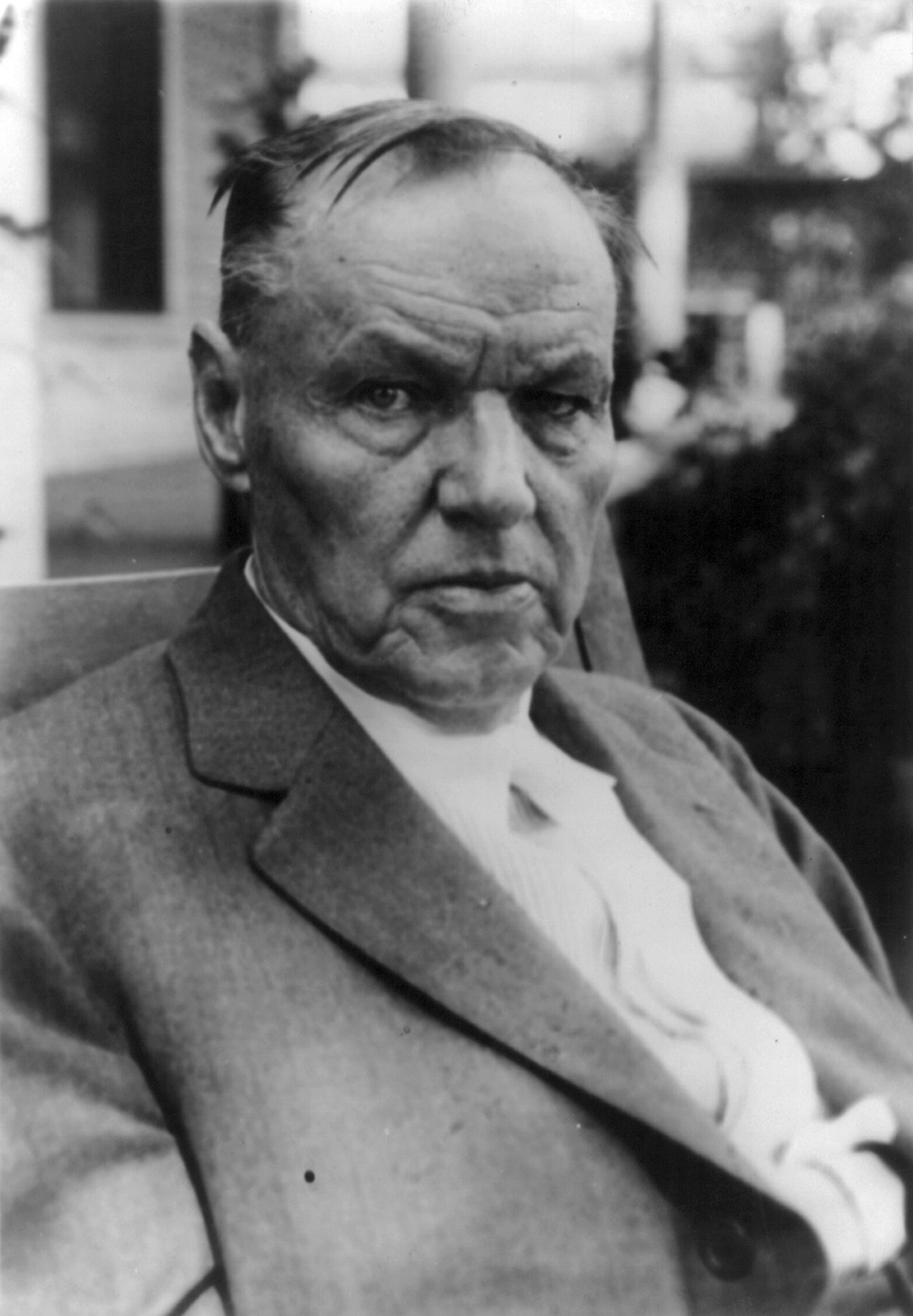
Clarence Darrow năm 1925, trong phiên tòa

## Thủ tục tố túng

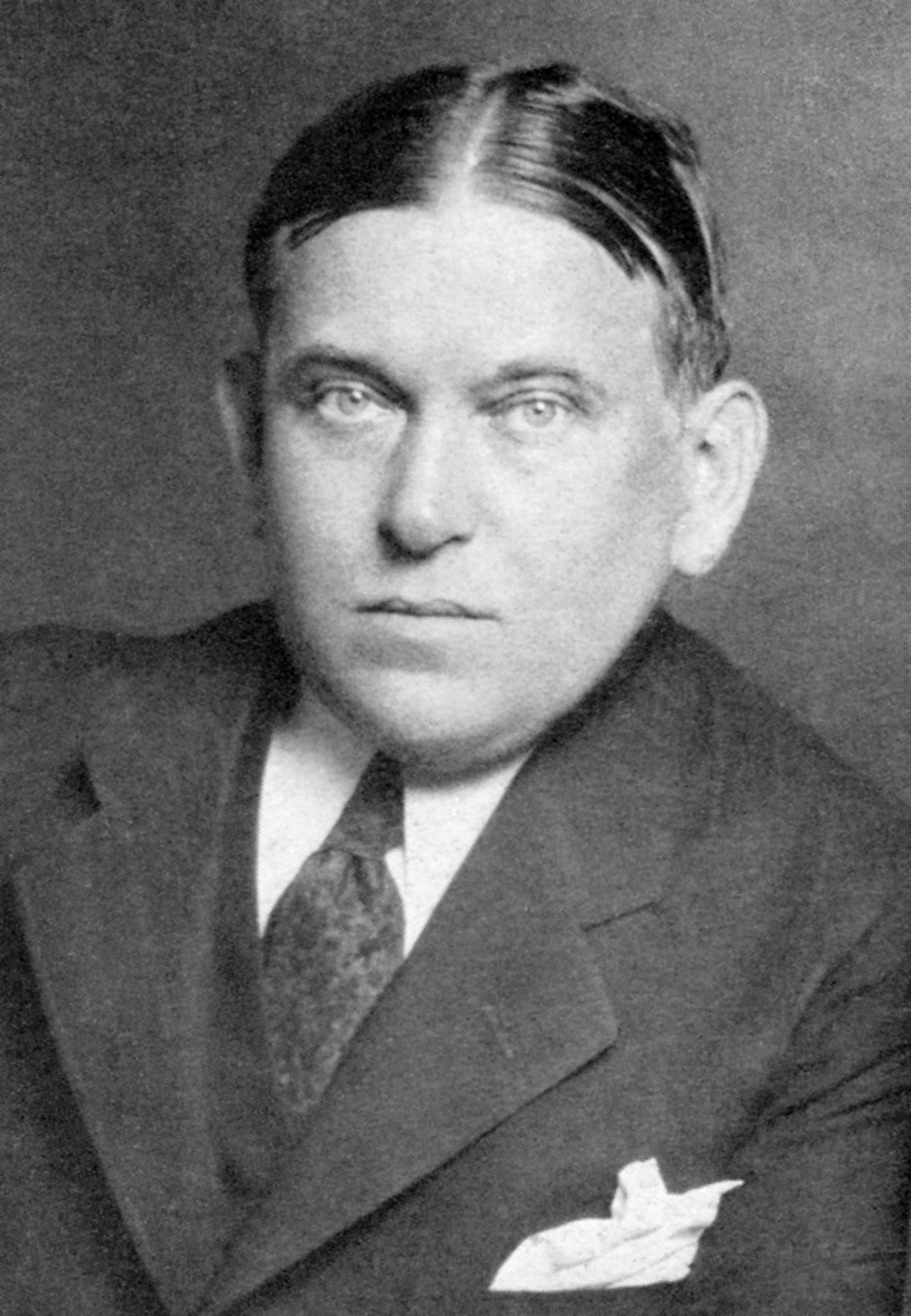
H. L. Mencken năm 1928

### Chất vấn Bryan

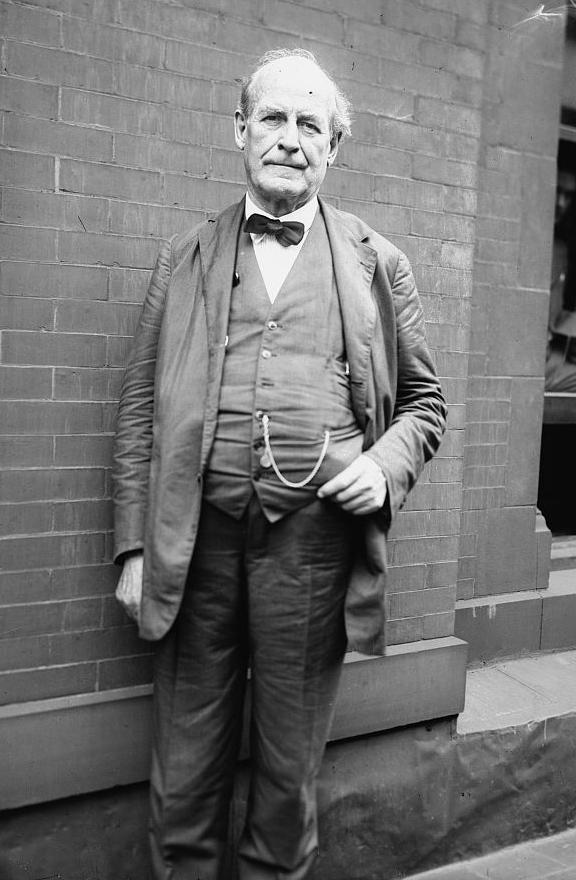
William Jennings Bryan năm 1925

#### Kết thúc phiên toà

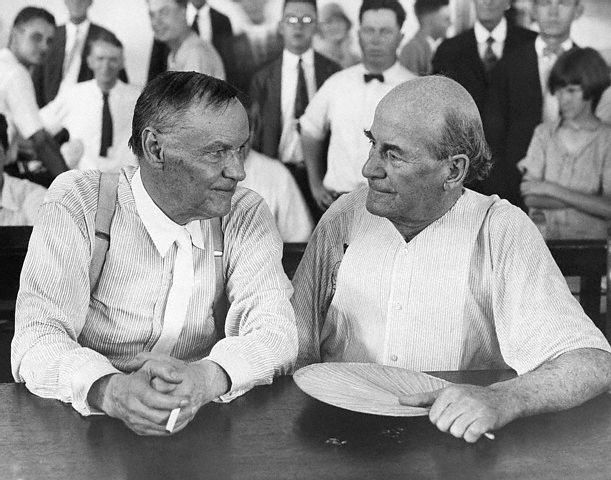
Darrow (trái) và Bryan (phải) trong phiên tòa